# Carl Frampton
Carl Frampton (* 21. Februar 1987 in Belfast) ist ein britischer Profiboxer, ehemaliger Weltmeister der IBF und WBA im Superbantamgewicht, sowie ehemaliger Weltmeister der WBA im Federgewicht. Frampton ist der erste Boxer aus Nordirland der Weltmeistertitel in zwei Gewichtsklassen erringen konnte und wurde 2016 zum Ring Magazine Boxer des Jahres gewählt. Im April 2018 wurde er Interims-Weltmeister der WBO im Federgewicht.

## Karriere
Carl Frampton kann auf eine lange Amateurkarriere zurückblicken. 2003 gewann er die Silbermedaille bei den 1. Schüler-Europameisterschaften in Italien und 2004 eine Bronzemedaille bei den 2. Commonwealth-Jugendspielen in Australien. 2005 gewann er eine weitere Bronzemedaille bei den 4. Commonwealth-Meisterschaften in Schottland. 2007 folgte die Silbermedaille bei den 5. EU-Meisterschaften in Irland.
2005 gewann er erstmals die Irischen Meisterschaften. Nachdem er 2006, 2007 und 2008 jeweils nur den dritten Platz erreichen konnte, gewann er 2009 erneut die Irischen Meisterschaften durch Finalsieg gegen David Joyce.
2009 wurde er Profi und gewann sein Debüt vorzeitig in der zweiten Runde. Nach sechs weiteren Siegen gewann er im Dezember 2010 die Celtic-Meisterschaft des britischen Boxverbandes in der zweiten Runde gegen Gavin Reid. Er konnte den Titel verteidigen und sicherte sich im September 2011 die Commonwealth-Meisterschaft durch TKO in der vierten Runde gegen Mark Quon. Anschließend verteidigte er den Titel zweimal vorzeitig gegen Kris Hughes und Prosper Ankrah.
Im Mai 2012 folgte sein internationaler Aufstieg mit dem Gewinn der Interkontinentalen IBF-Meisterschaft gegen den ungeschlagenen Mexikaner Raúl Hirales. Im September 2012 besiegte er zudem den kanadischen Ex-Weltmeister Steve Molitor durch TKO in der sechsten Runde. Molitor hatte bis dahin nur zwei Niederlagen in 36 Kämpfen hinnehmen müssen, hatte den IBF-WM-Titel zweimal erobert und insgesamt sechsmal verteidigt.
Im Februar 2013 boxte er um die Europameisterschaft (EBU) gegen den Spanier Francisco „Kiko“ Martinez und gewann durch TKO in der neunten Runde. Den Titel verteidigte er im Oktober 2013 durch K. o. gegen den Franzosen Jeremy Parodi. Im April 2014 folgte ein K.o.-Sieg in der zweiten Runde gegen den Mexikaner und ehemaligen WBO/WBA-Weltmeister Hugo Cázares.
Am 6. September 2014 boxte er erneut gegen Kiko Martinez, der inzwischen amtierender IBF-Weltmeister geworden war, und gewann einstimmig nach Punkten. Seine erste Titelverteidigung gewann er im Februar 2015 vorzeitig gegen Chris Avalos. Im Juli 2015 schlug er Alejandro González junior einstimmig nach Punkten.
Bei einem Titelvereinigungskampf im Februar 2016 besiegte er den WBA-(Super)Weltmeister Scott Quigg (31-0) nach Punkten. Quigg boxte ab der vierten Runde mit gebrochenem Kiefer. Im Juli 2016 gelang ihm ein Punktesieg gegen Léo Santa Cruz (32-0) und damit der Gewinn des (Super)Weltmeistertitels der WBA im Federgewicht.
Am 28. Januar 2017 verlor er erstmals in seiner Profikarriere, als er seinen WM-Gürtel durch eine Punktniederlage im Rückkampf an Léo Santa Cruz abgeben musste. Seinen nächsten Kampf bestritt er am 18. November 2017 in Belfast gegen den Mexikaner Horacio García (33-3) und gewann einstimmig nach Punkten. Es war sein erster Kampf unter seinem neuen Promoter Frank Warren und dem Management MTK Global.
Am 21. April 2018 besiegte er den Philippiner Nonito Donaire (38-4) einstimmig nach Punkten und wurde damit Interims-Weltmeister der WBO. Seine erste Titelverteidigung gewann er am 18. August 2018 in Belfast durch TKO gegen den ungeschlagenen Australier Luke Jackson (16-0).
Am 22. Dezember 2018 verlor er nach Punkten gegen seinen Landsmann, den IBF-Weltmeister Josh Warrington (27-0). Anschließend bestritt er seinen nächsten Kampf erst im November 2019 und siegte dabei gegen Tyler McCreary (16-0).
Am 3. April 2021 verlor er beim Kampf um die WBO-Weltmeisterschaft im Superfedergewicht gegen Jamel Herring (22-2).

## Weiteres
Frampton ist verheiratet und Vater einer Tochter. Sein Manager war der ehemalige Boxweltmeister Barry McGuigan.